# Diacodexeidae
I diacodexidi (Diacodexeidae) sono una famiglia di artiodattili estinti. Vissero tra l'Eocene inferiore e l'Eocene medio (circa 55 - 48 milioni di anni fa) e i suoi resti fossili sono stati ritrovati in Europa, Asia e Nordamerica. Sono considerati i più antichi e primitivi fra gli artiodattili.

## Descrizione
Questi animali erano di piccole dimensioni e solitamente avevano la taglia di un gatto. Erano dotati di un muso corto, zampe piuttosto allungate (in particolare quelle posteriori) e coda lunga. I molari tribosfenici superiori possedevano piccoli paraconuli e metaconuli. Le cuspidi principali erano bunodonti o selenodonti; l'ipocono solitamente era assente. I molari inferiori possedevano trigonidi moderatamente elevati. Il bacino del talonide era aperto lingualmente. Il secondo, il terzo e il quarto premolare inferiore erano allungati, con una cuspide principale e un talonide basso. Questi denti potevano essere anche dotati di un parastilide o di un piccolo paraconide. Solitamente il quarto premolare inferiore era dotato anche di un metaconide linguale.

## Classificazione
La famiglia Diacodexeidae venne istituita nel 1955 da Gazin, per accogliere il genere Diacodexis, solitamente incluso nella famiglia Dichobunidae. Quest'ultima famiglia è tipicamente considerata la più antica tra gli artiodattili e quella comprendente le forme più basali; i diacodexidi, tuttavia, rappresenterebbero un arcaico ramo evolutivo posto alla base degli artiodattili. 
Oltre a Diacodexis, la famiglia Diacodexeidae comprende altri generi di piccoli artiodattili eocenici; alcuni studi, tuttavia, indicherebbero che la famiglia possa essere parafiletica e che comprenda semplicemente varie forme di artiodattili arcaici via via più derivati. 
Di seguito è presentato un cladogramma tratto da Mikko's Phylogeny Archive (http://www.helsinki.fi/~mhaaramo/metazoa/deuterostoma/chordata/synapsida/eutheria/artiodactyla/dichobunoidea/diacodexeidae.html):
```
 †
Diacodexeidae
 Gazin, 1955 
  |--o †
Diacodexis
 Cope, 1882
  |  |--o “North American 
Diacodexis
”
  |  |  |-- †
D. secans
 Cope, 1882 [
D. metsiacus, D. kelleyi; D. primus; D. laticuneus; D. olseni; D. brachystomus
]
  |  |  |-- †
D. minutus
 Krishtalka & Stucky, 1985
  |  |  |-- †
D. gracilis
 Krishtalka, Stucky & Bakker in Krishtalka & Stucky, 1985
  |  |  |-- †
D.
 cf. 
D. secans
 [Krishtalka & Stucky, 1986]
  |  |  |-- †
D. ilicis
 Gingerich, 1989
  |  |  `-- †
D.
 sp. [Gunnell & Bartels, 2001]
  |  |--o “European 
Diacodexis
”
  |  |  |-- †
D. gazini
 Godinot, 1978
  |  |  |-- †
D. varleti
 Sudre et al., 1983
  |  |  |-- †
D. cf. D. varleti
 [Sudre et al., 1983]
  |  |  |?- †
D.
 indet. [Sudre et al., 1983]
  |  |  |-- †
D. antunesi
 Estravis & Russell, 1989
  |  |  |-- †
D. gigasei
 R. Smith et al., 1996
  |  |  |-- †
D.
 cf. 
D. varleti
 [Erfurt & Sudre, 1996]
  |  |  |-- †
D.
 sp. [Antunes et al., 1997]
  |  |  `-- †
D. corsaensis
 Checa, 2004
  |  `--o “Asian 
Diacodexis
”
  |     `-- †
D.
 sp. [Averianov, 1996]
  |--o †
Bunophorus
 Sinclair, 1914 [Bunophorinae]
  |  |--o “North American 
Bunophorus
”
  |  |  |-- †
B. etsagicus
 (Cope, 1882)
  |  |  |-- †
B. macropternus
 (Cope, 1882)
  |  |  |-- †
B. grangeri
 Sinclair, 1914 [incl. 
Altiacodon crassus; Wasatchia dorseyana; Wasatchia lysitensis
]
  |  |  |-- †
B. robustus
 Sinclair, 1914
  |  |  |-- †
B. sinclairi
 Gunthrie, 1966
  |  |  |-- †
B. pattersoni
 Krishtalka & Stucky, 1986
  |  |  |-- †
B.
 cf. 
B. sinclairi
 [Gunnell & Bartels, 2001]
  |  |  `-- †
B.
 sp. [Gunnell & Bartels, 2001]
  |  `--o “European 
Bunophorus
”
  |     `-- †“B.” 
cappettai
 Sudre et al., 1983
  |--o †
Tapochoerus
 McKenna, 1959 [forse un altiacodontide]
  |  |-- †
T. egressus
 (Stock, 1934) [
Hyopsodus egressus
 Stock, 1934]
  |  `-- †
T. mcmillini
 Walsh, 2000
  |--o †
Simpsonodus
 Krishtalka & Stucky, 1986
  |  |-- †
S. chacensis
 (Cope, 1875) [
Pantolestes chacensis
 Cope, 1875]
  |  `-- †
S.
 sp. [Krishtalka & Stucky, 1986]
  |-- †
Neodiacodexis emryi
 Atkins in West & Atkins, 1970 [forse un altiacodontide]
  `--o †
Gujaratia
 Bajbai et al, 2005 [
Diacodexis
 Cope, 1882 (in partim)]
     |-- †
G. pakistanensis
 (Thewissen, Russel, Gingerich & Hussain, 1983) [
Diacodexis pakistanensis
]
     `-- †
G. indica
 Bajbai et al., 2005
```

## Paleoecologia
I diacodexidi erano erbivori poco specializzati, ma è possibile che i loro denti bunodonti fossero adatti a frantumare piante o carapaci di insetti.